# Steffen Wurzel

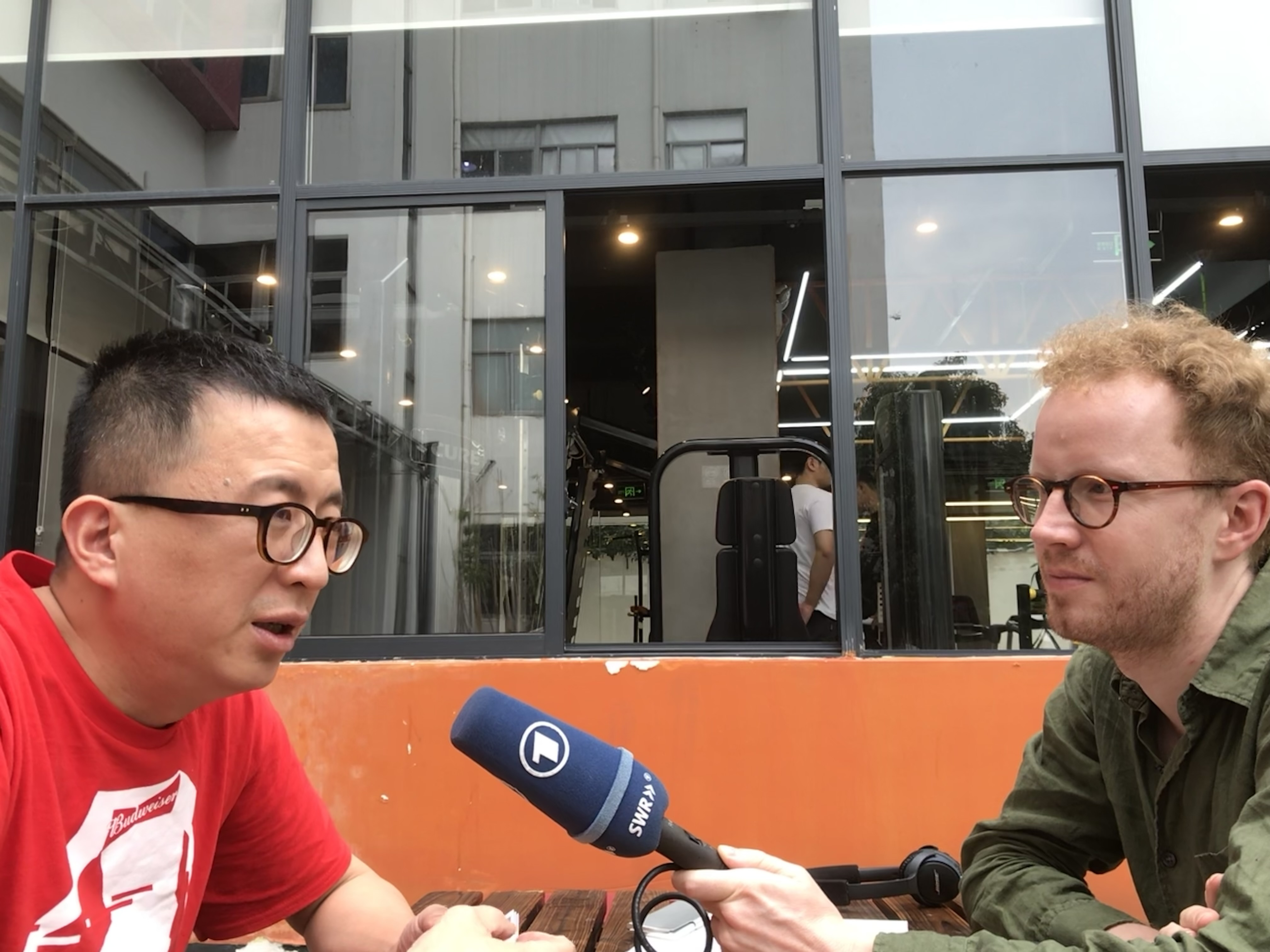
Steffen Wurzel (rechts, 2018)

Steffen Wurzel (* 1979 in Rastatt) ist ein deutscher Hörfunkjournalist. Er arbeitet für den Südwestrundfunk, den Rest der ARD und den Deutschlandfunk. Wurzel war von Januar 2016 bis Dezember 2021 China-Korrespondent für die ARD in Shanghai. 

## Leben und Wirken
Wurzel studierte Geschichte in Karlsruhe und arbeitete bereits während seines Studiums bei DASDING, dem Jugendangebot des Südwestrundfunks (SWR). 2006 bis 2008 volontierte er beim SWR. Als Juniorkorrespondent war er im ARD-Hörfunkstudio Istanbul, gefolgt von Korrespondentenvertretungen in Kairo, Johannesburg und Shanghai, wo er ab September 2016 als Korrespondent im ARD-Auslandsstudio mit Schwerpunkt Wirtschaftsberichterstattung für die Rundfunkanstalten der ARD tätig wurde.
Unmittelbar nach Ankunft seiner Nachfolgerin Eva Lamby-Schmitt in Shanghai entzogen ihm die chinesischen Behörden im Dezember 2021 seine Pressekarte und damit seine Aufenthaltsgenehmigung.
Danach kehrte er zum SWR zurück, wo er als Host des Podcasts Welt.Macht.China tätig war. Seit Januar 2024 ist er Korrespondent im Deutschlandfunk-Hauptstadtstudio.

## Stipendien und Auszeichnungen
- 2009: Medienbotschafter-Stipendiat der Robert-Bosch-Stiftung in Peking[6]
- 2011: Journalistenpreis des Europäischen Parlaments (Kategorie Hörfunk)[7][8][9][10]
- 2022: Friedrich-und-Isabel-Vogel-Preis für das Hörfunkfeature „Deutsche Firmen in Xinjiang (China): Es bleiben Fragen und Widersprüche“[11]
- 2024: Stipendiat des International Visitor Leadership Program (IVLP) des US-Außenministeriums[12]